# David Carreras Solé
David Carreras Solé (Barcelona, 1961) és un director de cinema i realitzador de televisió barceloní. Casat amb l'actriu alemanya Jenny Jürgens des de 2015, ha fet la major part de la seva carrera com a realitzador a Alemanya.
Va debutar com a realitzador de televisió el 1999 amb la sèrie alemanya Mallorca - Suche nach dem Paradies, a la que seguí Die Wache (2001). El 2004 va dirigir el seu primer llargmetratge, Hipnos, amb la que fou nominat al premi al director novell al III Premis Barcelona de Cinema. A Espanya ha dirigit alguns episodis de les sèries d'èxit Hospital Central (2006) i El comisario (2008) abans de dirigir el seu segon llargmetratge Flors negres (2009), amb el que fou nominat a la Biznaga de Plata al Festival de Màlaga. Posteriorment ha continuat la seva carrera com a realitzador a la televisió alemanya, on ha dirigit episodis de les series Lena - Liebe meines Lebens (2011), In aller Freundschaft (2015) i Aktenzeichen XY... ungelöst! (2017).

## Filmografia
- Hipnos (2004)
- Flors negres (2009)